# Sadie Benning
Sadie Benning, född 1973 i Milwaukee (andra källor Madison), Wisconsin, är en amerikansk filmskapare, visuell konstnär och musiker.
Hon gjorde sitt namn känd först under början av 1990-talet som en tonårig filmskapare från Milwaukee. Hennes tidigaste arbeten, gjorda från den tid hon var 15, filmades med en Fisher-Price PXL-2000-kamera, med svartvita videobilder med ljud på kassetter. Majoriteten av hennes filmningar handlade om hennes upplevelser om hur det var att vara lesbisk. Hennes arbeten inkluderades två gånger i det prestigefyllda Whitney Biennal.
Under den senare tiden av 90-talet gick hon med i gruppen Le Tigre, ett feministiskt post-punkband med bandmedlemmar som tidigare Bikini Kill-sångaren och -gitarristen Kathleen Hanna, och zineredigeraren Johanna Fateman. Hon lämnade senare bandet och ersattes av JD Samson.
Hennes pappa är den experimentella filmskaparen James Benning.

## Filmografi

### Regissör
- 1998 – Flat is Beautiful
- 1998 – German Song
- 1995 – The Judy Spots
- 1993 – Girl Power
- 1992 – It Wasn't Love
- 1991 – A Place Called Lovely
- 1990 – If Every Girl Had a Diary
- 1990 – Jollies
- 1989 – Living Inside
- 1989 – Me and Rubyfruit
- 1989 – A New Year

### Skådespelerska
- 1995 – The Judy Spots som Courtney
- 1995 – White Trash Girl